# The Bells (альбом)
The Bells (с англ. — «Колокола») — девятый сольный студийный альбом американского музыканта Лу Рида, выпущенный в апреле 1979 года на лейбле Arista. Он был записан с бинауральным звуком в западногерманской студии Delta Studios в Вильстере. Продюсированием занимался Рид, а Майкл Фонфара выступил исполнительным продюсером.

## Производство
Альбом был записан Лу Ридом в период непродолжительного сотрудничества с музыкантом Нилсом Лофгреном, выступившим соавтором и композитором нескольких песен. Рид, в свою очередь, был вовлечён в производство выведшего в том же 1979 году альбома Лонгфрена Nils. Ряд совместно написанных музыкантами композиций был позже включён в альбом Лонгфрена Blue with Lou (2019).
Как предыдущие альбомы Рида, Street Hassle (1978) и Live: Take No Prisoners (1978), запись  The Bells была произведена при помощи бинауральной технологии.

## Список композиций
| №                   | Название                    | Автор(ы)                                                          | Длительность |
| ------------------- | --------------------------- | ----------------------------------------------------------------- | ------------ |
| 1.                  | «Stupid Man»                | Лу Рид, Нильс Лофгрен                                             | 2:33         |
| 2.                  | «Disco Mystic»              | Лу Рид, Эллард Боулс, Марти Фогель, Майкл Фонфара, Майкл Сухорски | 4:30         |
| 3.                  | «I Want to Boogie with You» | Лу Рид, Майкл Фонфара                                             | 3:55         |
| 4.                  | «With You»                  | Лу Рид, Нильс Лофгрен                                             | 2:21         |
| 5.                  | «Looking for Love»          | Лу Рид                                                            | 3:29         |
| 6.                  | «City Lights»               | Лу Рид, Нильс Лофгрен                                             | 3:22         |
| 7.                  | «All Through the Night»     | Лу Рид, Дон Черри                                                 | 5:00         |
| 8.                  | «Families»                  | Лу Рид, Эллард Боулс                                              | 6:09         |
| 9.                  | «The Bells»                 | Лу Рид, Марти Фогель                                              | 9:17         |
| Общая длительность: | Общая длительность:         | Общая длительность:                                               | 40:37        |

## Участники записи
Музыканты:
- Лу Рид — ведущий и бэк-вокал, электрогитара, гитарный синтезатор, басовый синтезатор (в песне 8), аранжировка духовых инструментов (в песнях 1−3, 5−9)
- Эллард «Муз» Боулз — 12-струнная электрогитара (в песне 8), бас-гитара, басовый синтезатор, бэк-вокал
- Майкл Фонфара — фортепиано, родес-пиано, синтезатор, бэк-вокал
- Дон Черри — африканская охотничья гитара, труба, аранжировка духовых инструментов (в песне 4)
- Марти Фогель — окарина, сопрано и тенор-саксофон, родес-пиано (в песне 9), аранжировка духовых инструментов
- Майкл Сухорски — перкуссия